# Уеуетенанго
Уеуетенанго (на испански: Huehuetenango) е град в департамент Уеуетенанго, Гватемала. Населението на града през 2002 година е 57 289 души.